# Liste der Mitglieder der National Academy of Sciences/1892
Im Jahr 1892 wählte die National Academy of Sciences der Vereinigten Staaten 7 Personen zu ihren Mitgliedern.

## Neugewählte Mitglieder
- Carl Barus (1856–1935)
- Samuel Emmons (1841–1911)
- Hugo Gylden (1841–1896)
- August Kekule (1829–1896)
- Matthew Lea (1823–1897)
- Karl Weierstrass (1815–1897)
- Emil du Bois-Reymond (1818–1896)